# Віоріка Віскополяну
Віоріка Віскополяну (рум. Viorica Viscopoleanu; нар. 8 серпня 1939) — румунська легкоатлетка, стрибунка у довжину. Брала участь у літніх Олімпійських іграх 1964, 1968 та 1972 років. Олімпійська чемпіонка та світова рекордсменка 1968 року (результат — 6,82 м). На європейських чемпіонатах виграла срібну медаль на відкритому повітрі у 1969 році та дві медалі у приміщенні — у 1970 і 1971 роках. Після завершення виступів працювала тренером у клубі «Стяуа» в Бухаресті.